# Villa Wartholz
La Villa Wartholz ou le Château Wartholz est une ancienne villa impériale et royale dans la commune de Reichenau an der Rax.

## Histoire
Son nom vient d'un Bildstock de style gothique tardif élevé vers 1500.
Wartholz est bâti de 1870 à 1872 dans le style de l'historicisme par Heinrich Missong d'après les plans de Heinrich von Ferstel pour l'archiduc Charles-Louis, à des fins récréatives. Charles-Louis y passe beaucoup de temps à la chasse. La villa est conçue pour que l'on ait une vue sur toute la vallée. De même, on fait construire plus tard la Karl-Ludwig-Haus (de) sur le Rax.
Lorsque Reichenau devient avec l'arrivée de la Südbahn (de) une région touristique pour la société aristocratique, s'y rencontrent les membres de la famille impériale, d'autres membres de la haute noblesse, des artistes et scientifiques. Se construisent autour d'autres grandes demeures comme le château Rothschild.

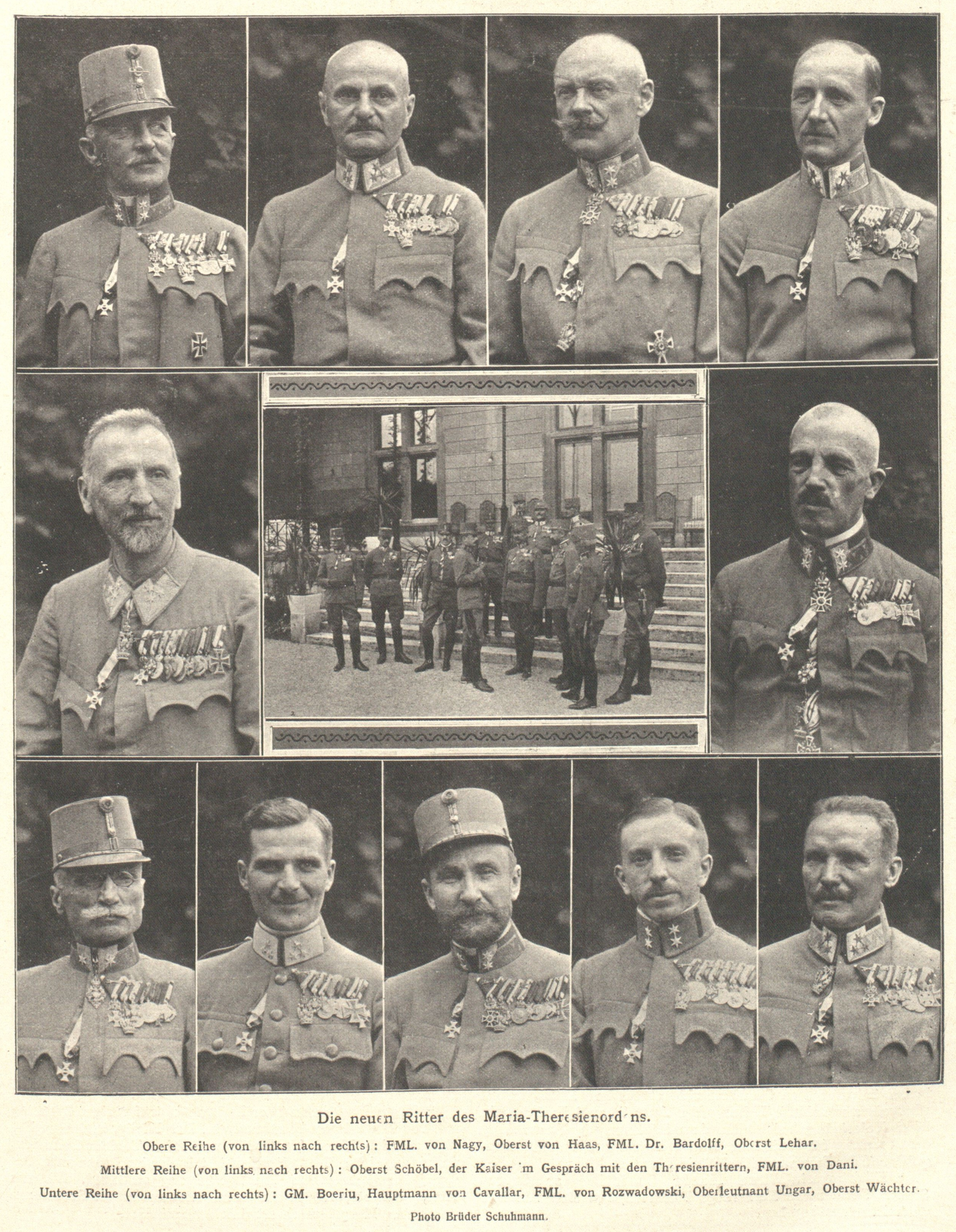
Nouveaux récipiendaires de l'ordre militaire de Marie-Thérèse en 1918.

La villa accueille aussi l'empereur Charles et son épouse Zita. Leur fils Otto de Habsbourg-Lorraine y voit le jour, est baptisé et fait sa première communion dans la chapelle. Le 17 août 1917, l'empereur fête ici son premier anniversaire depuis le début de la Première Guerre mondiale, en compagnie des nouveaux récipiendaires de l'ordre militaire de Marie-Thérèse (quatre commandeurs, vingt chevaliers), parmi lesquels l'archiduc Joseph, les généraux Hermann Kövess, Viktor von Dankl, Arthur Arz von Straußenburg, Wenzel von Wurm (de), ainsi que Gottfried Banfield. Il refait la même fête à la même date l'année suivante.
Après la guerre, la villa reste une propriété des Habsbourg. En 1973, Otto de Habsbourg-Lorraine la vend au land de Basse-Autriche. En 1982, la collectivité la revend à un architecte qui voudrait en faire un mémorial sur l'empereur Charles, ce projet est ensuite abandonné. La propriété doit être vendue à nouveau. En 2001, elle revient au propriétaire du grand jardin adjacent et est restaurée.

## Source, notes et références
- (de) Cet article est partiellement ou en totalité issu de l’article de Wikipédia en allemand intitulé « Villa Wartholz » (voir la liste des auteurs).